# Pavilion (Nowy Jork)
Pavilion – miasto w Stanach Zjednoczonych, w stanie Nowy Jork, w hrabstwie Genesee.